# Teenage Fanclub
Teenage Fanclub je skotská alternativní rocková skupina, která vznikla v Bellshillu v roce 1989. Skupinu založili Norman Blake (zpěv, kytara), Raymond McGinley (zpěv, kytara) a Gerard Love (zpěv, baskytara), které později doprovázeli ještě další hudebníci. Love kapelu opustil po téměř třiceti letech v roce 2018. K roku 2019 je sestava následující: Blake, McGinley, Francis MacDonald (bicí), Dave McGowan (baskytara, do roku 2018 klávesy) a Euros Childs (klávesy). Své první album kapela vydala v roce 1990. Následovala řada dalších, přičemž jedno z nich skupina nahrála ve spolupráci s americkým zpěvákem Jadem Fairem.

## Diskografie
Studiová alba
- A Catholic Education (1990)
- The King (1991)
- Bandwagonesque (1991)
- Thirteen (1993)
- Grand Prix (1995)
- Songs from Northern Britain (1997)
- Howdy! (2000)
- Words of Wisdom and Hope (2002) – s Jadem Fairem
- Man-Made (2005)
- Shadows (2010)
- Here (2016)